# Cloeodes macrolamellus
Cloeodes macrolamellus är en dagsländeart som beskrevs av Waltz och Mccafferty 1987. Cloeodes macrolamellus ingår i släktet Cloeodes och familjen ådagsländor. Inga underarter finns listade i Catalogue of Life.